# Murina yushuensis
Murina yushuensis és una espècie de ratpenat de la família dels vespertiliònids. És endèmic de la província xinesa de Qinghai, on viu a altituds properes a 3.800 msnm a la riba del riu Batang, on la temperatura pot caure fins a –30 °C i el nivell d'oxigen és un 35% més baix que al nivell del mar. Nia en coves. L'holotip tenia una llargada de cap a gropa de 30,44 mm i la cua de 28,08 mm, dimensions que en fan un dels representants més petits del gènere Murina. El seu nom específic, yushuensis, significa ‘de Yushu’ i es refereix a la seva localitat tipus. Com que fou descobert fa poc, encara no se n'ha avaluat l'estat de conservació.